# Matthäus Joseph Binder
Matthäus Joseph Binder (ur. 19 sierpnia 1822 w Maria Laach am Jauerling, zm. 14 sierpnia 1893) – austriacki duchowny katolicki, biskup diecezjalny St. Pölten 1872-1893.

## Życiorys
Święcenia kapłańskie otrzymał 23 lipca 1846.
7 października 1872 papież Pius IX mianował go biskupem diecezjalnym St. Pölten. 9 lutego 1873 z rąk biskupa Johanna Rudolfa Kutschkera przyjął sakrę biskupią. Funkcję pełnił aż do swojej śmierci.